# Mahelma
Mahelma (em árabe: محالمة) é um município localizado na província de Argel, no norte da Argélia. Sua população era de 20 758 habitantes, em 2008.